# ساندی
ساندی (به انگلیسی: Sundae) نوعی دسر بستنی است که از یک گلوله بستنی که بر روی آن شربت یا سس ریخته شده تشکیل شده‌است. گاهی آجیل خرد شده، خامه زده شده یا آلبالو (ماراچینو چری) نیز بر روی آن قرار می‌دهند.